# نیلس اوله اوفته‌برو
نیلس اوله اوفته‌برو (انگلیسی: Nils Ole Oftebro؛ زادهٔ ۱ دسامبر ۱۹۴۴) بازیگر و صداپیشه اهل نروژ است.
از فیلم‌ها یا برنامه‌های تلویزیونی که وی در آن نقش داشته‌است، می‌توان به داگنی و سفر اشاره کرد.